# جورج كورتيس
جورج كورتيس (بالإنجليزية: George Curtis)‏ (3 ديسمبر 1919 في المملكة المتحدة - 17 نوفمبر 2004 في المملكة المتحدة) هو مدرب كرة قدم ولاعب كرة قدم بريطاني في مركز الوسط. لعب مع نادي أرسنال ونادي ساوثهامبتون ونادي فالينسيان ونادي مارغيت ونادي تشيلمسفورد.

## وصلات خارجية
- جورج كورتيس على موقع قاعدة بيانات كرة القدم.إي يو (الإنجليزية)
- جورج كورتيس على موقع عالم كرة القدم.نت (الإنجليزية)